# Liparetrus carnabyi
Liparetrus carnabyi är en skalbaggsart som beskrevs av Britton 1980. Liparetrus carnabyi ingår i släktet Liparetrus och familjen Melolonthidae. Inga underarter finns listade i Catalogue of Life.